# Claude Elwood Shannon
Claude Elwood Shannon, ameriški elektrotehnik in matematik, * 30. april 1916, Gaylord, Michigan, ZDA, † 24. februar 2001, Medford, Massachusetts, ZDA.
Shannon je razvil matematično bazo teorije informacij in tako velja za utemeljitelja teorije informacij, (1948). Svoje delo je imenoval »Matematična teorija komunikacij«, ker pa je imelo opraviti z informacijo, se je prijelo ime teorija informacij.